# 是永論
是永 論（これなが ろん、1965年 - ）は、情報行動論を専攻する日本の社会学者、立教大学社会学部教授。研究者としての初期には、おもに計量的手法による質問票調査に取り組んだが、後に言説分析、会話分析などに研究の焦点が移り、さらにエスノメソドロジー的手法による質的調査に取り組むようになった。

## 経歴
1989年に東京大学文学部社会心理学科を卒業して、同大学院社会学研究科社会心理学専攻修士課程に進学し、1991年には修士課程を修了して博士課程に進み、1995年に博士課程を単位取得退学して、札幌学院大学社会情報学部専任講師となった。
1999年9月に札幌学院大学を退職して、10月に立教大学社会学部社会学科専任講師となり、2001年に助教授へと昇任した。学科再編により2006年にメディア社会学科の所属となり、制度変更により2007年に准教授となった後、2008年に教授に昇任した。この間、2004年から2005年にかけて、マンチェスター・メトロポリタン大学の客員研究員となり、また、2005年から2009年にかけて、放送倫理・番組向上機構 (BPO) 青少年委員会委員を務めた。2004年には論文「映像広告に関する理解の実践過程：「象徴」をめぐる相互行為的な実践」により、日本マス・コミュニケーション学会から優秀論文賞を贈られた。
2016年1月、「メディアの表現理解における実践の分析 ―規範の参照という視点から―」により、武蔵大学から博士（社会学）を取得した。

## 著書

### 単著
- わかってもらう説得の技術、中経出版、2004年
- 見ること・聞くことのデザイン：メディア理解の相互行為分析、新曜社、2017年

### 共著
- （辻大介、関谷直也との共著）コミュニケーション論をつかむ、有斐閣、2014年

### 共訳書
- デイヴィッド・フランシス、スティーヴン・ヘスター 著（中河伸俊、岡田光弘、小宮友根との共訳）、エスノメソドロジーへの招待：言語・社会・相互行為、ナカニシヤ出版、2014年